# Sifrhippus
Sifrhippus es un género extinto de équido que abarca a la especie Sifrhippus sandrae. Sifrhippus es el más antiguo équido conocido de Norteamérica, y sus fósiles provienen de los depósitos de principios del Eoceno de la Cuenca Bighorn, Wyoming, en Estados Unidos. Un estudio de 2012 encontró que Arenahippus sería sinónimo más moderno de Sifrhippus.

## Descripción
Sifrhippus era un équido muy pequeño del tamaño de un gato doméstico, variando de 3,8 a 5,4 kilogramos de peso. La variación de tamaño, de acuerdo con una teoría, dependía de la calidez del clima. Sifrhippus sandrae ha sido referido inicialmente en la literatura científica como Hyracotherium sandrae, pero Froehlich, afirmando que el género tradicional Hyracotherium no era monofilético, reasignó a muchas de sus especies a otros géneros, y reutilizó el antiguo nombre de "Eohippus", para una de ellas. Froehlich le dio a H. sandrae un nuevo nombre de género, Sifrhippus, derivado del árabe صِفْر (ṣifr), "cero", y el griego ἵππος (híppos), "caballo".

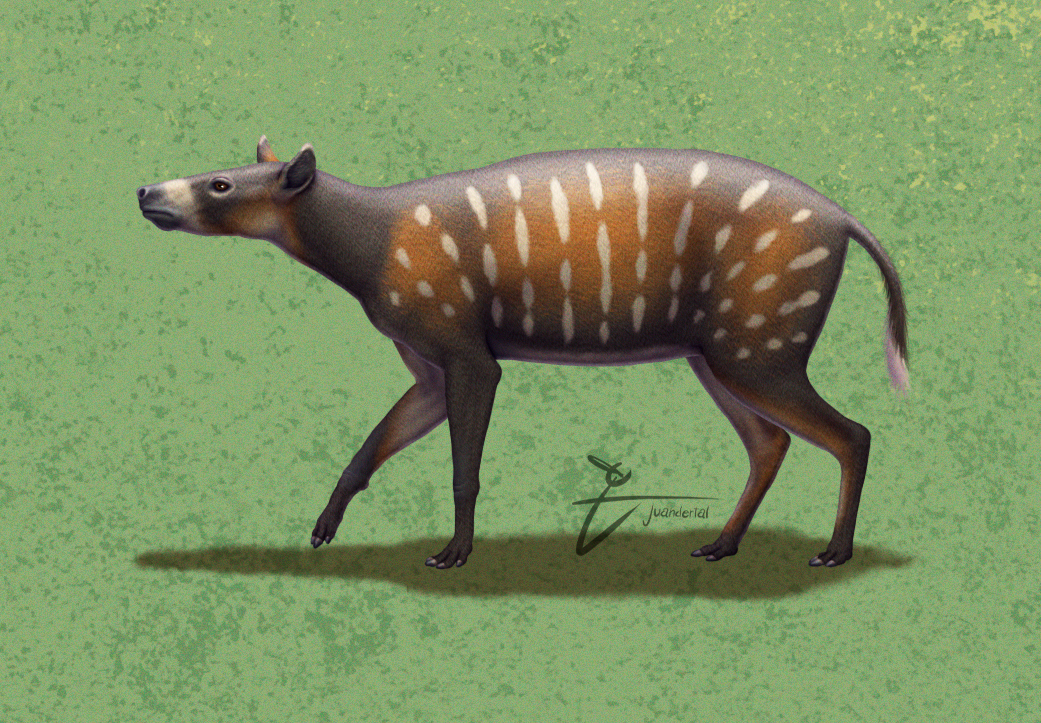
Reconstrucción en vida, basada en ungulados selváticos pequeños de hoy en día.